# Narsinghgarh (stato)
Lo Stato di Narsinghgarh fu uno stato principesco del subcontinente indiano, avente per capitale la città di Narsinghgarh.

## Storia

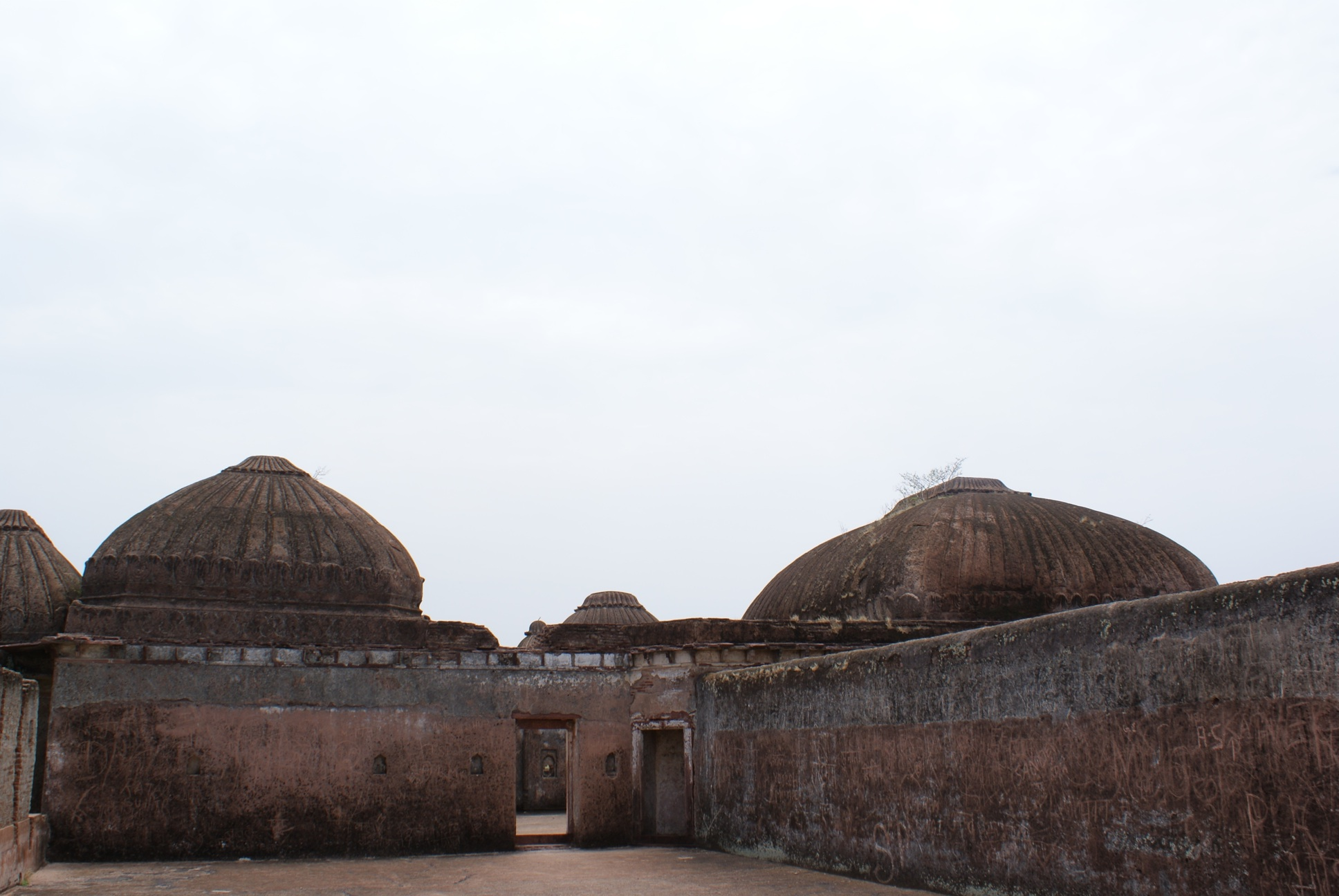
Il forte di Narsinghgarh, residenza ufficiale dei regnanti dello stato sino a quando il raja Bhanu Prakash Singhji non si spostò al palazzo di Bhanu Niwas nel 1962

Il principato venne fondato nel 1681 da una dinastia indù i cui governanti appartenevano al clan Kshatriya - Parmar della dinastia dei Rajputs e si ritenevano discendenti di Umat, figlio di Raja Bhoj. Originariamente il territorio era parte dello stato del Rajgarh. Lo stato fu feudatario dello stato di Indore, ma nel 1872 Narsinghgarh venne riconosciuto ufficialmente come stato indipendente libero da vincoli.
Dopo l'indipendenza indiana nel 1947, i governanti di Narsingarh entrarono di buon grado nell'Unione Indiana ed il principato venne incorporato nel nuovo stato di Madhya Bharat nel 1948, che poi divenne lo stato di Madhya Pradesh dal 1º novembre 1956.

## Governanti
I governanti dello stato di Narsinghgarh vennero indicati col titolo di Raja e vennero titolati a godere del saluto a salve di 11 colpi di cannone delle occasioni ufficiali.

### Raja
- 1872 - marzo 1873            Hanwant Singh                      (m. 1873)
- 1873 - aprile 1890            Pratap Singh                       (m. 1890)
- 28 giugno 1890 - 1896         Mahtab Singh                       (n. 1889 - m. 1896)
- 1896 - 22 aprile 1924         Arjun Singh                        (n. 1887 - m. 1924) (dal 3 giugno 1916, Sir Arjun Singh)
- 23 aprile 1924 – 15 agosto 1947  Vikram Singh                       (n. 1909 - m. 1957) (dal 1º gennaio 1941, Sir Vikram Singh)